# ゼーロ・ブランコ
ゼーロ・ブランコ（伊: Zero Branco）は、イタリア共和国ヴェネト州トレヴィーゾ県にある、人口約11,000人の基礎自治体（コムーネ）。

## 地理

### 位置・広がり

#### 隣接コムーネ
隣接するコムーネは以下の通り。括弧内のPDはパドヴァ県、VEはヴェネツィア県所属を示す。
- モリアーノ・ヴェーネト
- モルガーノ
- ピオンビーノ・デーゼ (PD)
- プレガンツィオール
- クイント・ディ・トレヴィーゾ
- スコルツェ (VE)
- トレバゼーレゲ (PD)
- トレヴィーゾ

### 気候分類・地震分類
気候分類では、zona E, 2411 GGに分類される。
また、イタリアの地震リスク階級 (it) では、zona 3 (sismicità bassa) に分類される。